# Cumborah
Cumborah är en ort i Australien. Den ligger i kommunen Walgett och delstaten New South Wales, i den sydöstra delen av landet, omkring 560 kilometer nordväst om delstatshuvudstaden Sydney. Antalet invånare är 493.
Trakten runt Cumborah är nära nog obefolkad, med mindre än två invånare per kvadratkilometer..
Omgivningarna runt Cumborah är i huvudsak ett öppet busklandskap. Genomsnittlig årsnederbörd är 435 millimeter. Den regnigaste månaden är februari, med i genomsnitt 72 mm nederbörd, och den torraste är oktober, med 2 mm nederbörd.